# Rusted Root (band)
Rusted Root is een Amerikaanse band uit Pittsburgh, Pennsylvania. Ze zijn bekend om hun combinatie van bluegrassrock met krachtig percussiewerk beïnvloed door Afrikaanse, Latijns-Amerikaanse, Amerikaanse en Midden-Oostelijke culturen.

## Geschiedenis
Rusted Root werd opgericht in 1990 in Pittsburgh, Pennsylvania. Ze maakten hun debuut in 1992 met het album Cruel Sun. Dit album werd in 2002 opnieuw uitgegeven. Het tweede album dat ze uitbrachten was When I Woke, deze kwam uit in 1994. In de Verenigde Staten was de hoogste positie nummer 33. Rusted Root werkte aan bijdragen aan de films Twister en Home for the Holidays. Het volgende studioalbum was Remember uit 1996, gevolgd door Rusted Root (1998) en Welcome to My Party (2002). De fans van de band worden "Rootheads" genoemd. In 2005 werd een verzamelalbum gepresenteerd door 20th Century Masters Collection met hun grootste hits van de afgelopen jaren.
Het nummer Send Me on My Way dat nummer 72 bereikte in de Billboard Hot 100 in de Verenigde Staten is hun commercieel gezien beste nummer. Het werd gebruikt in de soundtracks van de films Matilda, Ice Age, Pie in the Sky, Are We There Yet?: World Adventure, en The Boy Scouts of America. De muziek van Rusted Root werd ook gebruikt in de televisieseries Party of Five en Homicide.

## Huidige Leden
- Michael Glabicki - Leadzang, gitaar
- Liz Berlin - Gitaar, Percussie, zang
- Patrick Norman - Bas, gitaar, bariton, zang, percussie
- Jason Miller - Drums, percussie
- Colter Harper - Gitaar
- Preach Freedom - Percussie

## Discografie

### Albums
- Cruel Sun (1992)
- When I Woke (1994)
- Remember (1996)
- Rusted Root (1998)
- Welcome to My Party (2002)
- Rusted Root Live (2004)
- Greatest Hits (2005)

### Ep's
- Live (1995)
- Evil Ways (1996)
- Airplane (1998)